# Afrikasenap
Afrikasenap (Erucastrum abyssinicum) är en korsblommig växtart som beskrevs av E.R. Fr. Enligt Catalogue of Life ingår Afrikasenap i släktet kålsenaper och familjen korsblommiga växter, men enligt Dyntaxa är tillhörigheten istället släktet kålsenaper och familjen korsblommiga växter. Arten förekommer tillfälligt i Sverige, men reproducerar sig inte. Inga underarter finns listade i Catalogue of Life.